# Biorregionalismo
A filosofia do biorregionalismo não é facilmente definida, pois há diversas opiniões com relação à sua definição oficial e abordagem. Biorregionalismo “observa um local específico em termos de seus sistemas naturais e sociais, cujas relações dinâmicas ajudam a criar um ‘senso de lugar’, enraizado na história natural e cultural” (Nozick, 1992:75-76); é finalmente uma compreensão, percepção e respeito pelo meio ambiente natural e cultural em torno de si.
O termo biorregião é extraído de duas fontes linguísticas: a palavra grega bio refere-se às formas de vida e a palavra latina regere significa território. Juntas, elas significam “um território com vida, um lugar definido por suas formas de vida, sua topografia e sua biota, muito mais do que pelas ordens humanas; uma região governada pela natureza, não pela legislação” (Sale, 1991:43).
A definição mais comum compreendida de biorregião é a de “uma área geográfica usualmente identificada por uma bacia hidrográfica e características comuns como formas terrestres, elevações, vegetação e vida animal” (Nozick, 1992:75). As áreas de bacias hidrográficas são cruciais na definição de bio-região porque a água dá forma à terra e origina a vida (McClosey, 1986). No entanto, as biorregiões ou reinos biogeográficos, definidos por biólogos relativamente às semelhanças na flora (região florística) ou na fauna (regiões zoogeográficas) abrangem geralmente continentes inteiros, por vezes divididos em províncias florísticas ou faunísticas.
Apesar do biorregionalismo ter começado por uma compreensão dos arredores visuais de uma pessoa, ele rapidamente expandiu-se para incluir uma compreensão do meio ambiente natural e do lugar da pessoa dentro e em conexão a uma ecosfera mais ampla. A premissa básica do bio-regionalismo é de percepção: fazendo as pessoas mais conscientes de seu ecossistema e seus impactos sobre ele, uma responsabilidade maior pelas decisões individuais e pessoais devem resultar disso.